# F·W·伍尔沃斯公司
F·W·伍尔沃斯公司（英語：F. W. Woolworth Company；通常称为或）是一家美国百货公司，是一家早期五角钱商店代表。
1879年2月22日，弗兰克·温菲尔德·伍尔沃斯在纽约尤蒂卡开设了第一家伍尔沃斯商店，但很快倒闭。在朋友的建议下，1879年6月21日伍尔沃斯于宾夕法尼亚州兰开斯特重新开业。他和弟弟查尔斯将公司逐渐做大，成为世界最大的零售商。公司业绩于1980年代下滑，1997年7月倒闭，并更名为Venator Group（今Foot Locker），改卖运动用品。
虽然母公司倒闭，但一些伍尔沃斯零售店在奥地利、德国、墨西哥和英国等地幸存下来。不过，它和澳大利亚和新西兰的Woolworths集團并无关系。